# HD 12467
HD 12467, également désignée HR 597, est une étoile seule d’une magnitude apparente de 6,05, ce qui la rend à peine visible à l’œil nu. Elle a une longitude galactique de 125,99 et une latitude galactique de 18,89. 